# Christmas in Paris
Christmas in Paris is een Belgische dramafilm die op 17 december 2008 in de Belgische bioscopen in première ging. Het is de laatste film van Gaston Berghmans, die hiermee zijn carrière afsloot. De andere hoofdrollen zijn voor Chris Lomme en Mattias Van de Vijver. Het verhaal werd geschreven door Hans Royaards, die eveneens de film heeft geregisseerd en er ook een rol in vertolkt. De soundtrack werd geschreven door Steve Willaert, met onder andere Toots Thielemans als gastmuzikant. Christmas in Paris werd geproduceerd door Hans' oudste zoon Benjamin Royaards.

## Plot
December 2006. Op een koude winternacht, net voor Kerstmis, loopt de 16-jarige Nick van Sant weg uit een instelling in de Ardennen. Tijdens zijn vlucht ontmoet hij Leon Gevers, een man uit de showbizzwereld die net terugkeert van een mislukt optreden. Het contact tussen de twee verloopt niet meteen van een leien dakje, maar al snel wordt duidelijk dat ze elkaar nodig gaan hebben om hun doel te bereiken. Leon raadt Nick aan om zijn enig overblijvende familielid, een rijke, excentrieke pianiste, Alice Gardner op te zoeken zodat hij zijn innerlijke rust kan terugvinden. Nick moet te weten komen wat er met zijn ouders is gebeurd. De raadsman van Alice, notaris Bruno Weinberg probeert uit persoonlijke motieven voor te zorgen dat Nick snel terug opgesloten zal worden en het contact met zijn grootmoeder niet zal kunnen ophalen. De zoektocht naar de geheimen uit het verleden is zwaar en veroorzaakt vele, uiteenlopende emoties, maar wordt de balans van een prachtige band tussen de drie spilfiguren van Christmas in Paris.

## Cast
| Acteur                | Personage        |
| --------------------- | ---------------- |
| Gaston Berghmans      | Leon Gevers      |
| Chris Lomme           | Alice Gardner    |
| Mattias Van de Vijver | Nick van Sant    |
| Hans Royaards         | Bruno Weinberg   |
| Frank Aendenboom      | Bob Gevers       |
| Dirk Van Dijck        | Frank Bos        |
| Paul Ambach           | Bernardo Fantoni |
| Toots Thielemans      | Toots Thielemans |

## Trivia
- Deze film werd besproken in aflevering 76 van De Filmbelgen Podcast. [Bron]